# Grazia Toderi
Grazia Toderi (Pàdua, 1963) és una vídeoartista italiana. Formada a l'Acadèmia de Belles Arts de Bolonya, el 1992 es traslladà a Milà on obtingué els primers reconeixements per part de la crítica gràcies a Aperto '93, presentada a la 45a Biennal de Venècia, on exhibí, juntament amb alguns fotògrafs, el vídeo Notiscordardime (No m'oblidis), on a través d'una càmera fixa es mostrava l'atac violent i continu d'un raig d'aigua de dutxa a una planta.

## Obres
En les seves primeres obres, Toderi tendeix a enregistrar accions que sovint es desenvolupen en un àmbit quotidià. Amb la gravació d'aquests, aparentment, simples actes quotidians, com puguin ser el constant colpeig d'un eixugaparabrises de cotxe contra el cap d'una nina (Mia testa, meu cuore, 1993) o el mateix cap de nina rodant dins una rentadora (Soap, 1993), Toderi pretén mostrar la violència oculta i la sensació d'inquietud que poden provocar aquests actes. El seu ús deliberadament elemental del vídeo com a mitjà expressiu remarca el seu desig de concentrar-se en el tema i l'acció que es porta a terme, l'intent de distanciar-se de la voluntat creadora pura i simple. El 1995 fou convidada al Frac Llanguedoc-Rosselló on l'artista es convertí en la protagonista d'un vídeo (Zuppa dell'eternità e luce improvvisa) on, negant la força de la gravetat submergida dins una piscina, intentava dur a terme accions totalment quotidianes com caminar o obrir un paraigua.
De l'absència de gravetat o el moviment d'una rentadora, el microcosmos quotidià de Grazia Toderi passà a convertir-se en un mitjà per transmetre els sentiments de tota una generació, una generació que va créixer a través d'imatges transmesses per la televisió. Nata nel '63 i Prove per la luna, ambdues del 1996, descriuen l'emoció del primer aterratge a la lluna vist a través dels ulls dels que el van seguir, a través d'una pantalla que unifica milions de persones d'arreu del món. El seu enfocament en la capacitat divulgativa de la televisió i el seu potencial comunicatiu, són també evidents en obres com Il decollo (L'enlairament), 1998, on la imatge d'un estadi, novament extreta de la televisió, vist des de l'aire, gira lentament amb l'acompanyament sonor del guirigall de veus. Toderi mira aquest mitjà de comunicació en termes positius, no l'interpreta com un vehicle que fomenta l'estandardització dels sentiments, sinó que més aviat pretén capturar el seu aspecte unificador i el seu valor simbòlic en tota una generació.
Posteriorment, i sempre treballant amb imatges ja existents relacionades amb la dinàmica de l'espectacle, que ella entén com una ocasió per a la trobada i la convivència, Grazia Toderi treballà amb imatges d'estadis, arenes i grans teatres històrics. És el cas, per exemple, d'Eclissi (Eclipsis) de 1999, Random de 2001, i Orchestra de 2003, on l'audiència de determinats teatres italians va servir per fer una reflexió sobre la relació entre contingut i continent, ús i usuari, en un joc de peces en que, finalment, es converteix el públic en veritable protagonista.
Toderi també ha realitzat una sèrie de vídeos on, utilitzant imatges aèries, recrea vistes nocturnes de ciutats com Roma, Florència o Londres. Aquests treballs exploren les ciutats des d'un punt de vista completament diferent a l'habitual: l'artista concep la ciutat com un mirall entre el cel i la terra. La pista degli Angeli (El camí dels Àngels) de 2000, Firenze, stelle vaig terra (Florència, Estrelles de la Terra) del 2000, Mirabilia Urbis (2001), Città invisibile (Ciutat invisible) del 2003 o Londres (2001) són obres on la vista des de dalt dels llocs coneguts els transforma en territoris màgics i misteriosos.
A més de la seva participació en nombroses exposicions, Toderi ha creat recentment diversos projectes especials, com una col·laboració amb la companyia de dansa de Virgili Sieni, on ajudà a l'espectacle Il fiore delle 1001 notte (La flor de les 1001 Nits), 1998, guanyador del premi Lleó d'Or a la Biennal de Venècia de 1999. El 2001 Grazia Toderi va ser premiada amb una beca dels Amics de Suport del Castello di Rivoli, com a resultat d'això va passar un període als Estats Units, fruit d'aquesta estada sorgiren obres que se centren en els grans estadis americans (Subway Series, 2001, Diamond, 2001 o Super Tuesday, 2001) o en una imatge dels Estats Units vists des de dalt (Empire, 2002). El 2004 va crear el vídeo Semper eadem per a la reobertura del Teatre La Fenice de Venècia. L'any 2009 fou artista convidada a participar en l'exposició Fare Mondi / Making Worlds..., a la Biennal de Venècia, per la qual creà Orbite Rosse (Òrbites Vermelles): una projecció de vídeo doble (dos ovals grans) on les llums de les ciutats distants apareixen en contínua transformació, un homenatge tant a l'antiga tradició de la cartografia terrestre i celeste, el planisferi, com a les conques dels ulls.

## Exposicions individuals
El següent llistat es correspon a l'exposició més important de cada any:
2012
- Grazia Toderi. Mirabilia Urbis, (comissariat per M. Trombetta), MAXXI Museo nazionale delle arti del XXI secolo, Roma.

2011
- Directions: Grazia Toderi, (comissariat per K. Gordon), Hirshhorn Museum and Sculpture Garden, Smithsonian Institution, Washington DC.

2010
- Grazia Toderi, Orbite Rosse, Giò Marconi, Milà.

2008
- Grazia Toderi - Tobias Rehberger, (a cura di J. Blüher, L. Pratesi), Accademia Tedesca Villa Massimo, Roma.

2007
- Grazia Toderi. Babel Red, f a projects, Londres.

2006
- Grazia Toderi, Rendez-vous, (a cura di P. Boswell, R. Morales), Miami Art Museum, Miami.

2005
- Grazia Toderi, Galerie Meert-Rihoux, Bruxelles.

2004
- Grazia Toderi Semper Eadem (a cura di F. Pasini), Gran Teatro La Fenice, Venezia, proiezione video prima di ogni rappresentazione de La Traviata e di Le Roi de Lahore.

2003
- Città invisibile, Progetto Tiscali Campus (comissariat per G. Cochrane), Sa Illetta-Cagliari, progetto speciale.

2002
- Grazia Toderi. Olympia /Homo ludens, (comissariat per G. Quaroni), Fundació Joan Miró, Barcelona.[5]

2001
- Grazia Toderi, The Project, Nova York.

2000
- Audience, Museo Nazionale del Cinema, Mole Antonelliana in collaborazione con Museo di Arte Contemporanea, Castello di Rivoli, Torino.

1999
- Grazia Toderi. Projektraum, (comissariat per P. Allmann), Museum Ludwig, Köln. Pieghevole.

1998
- Grazia Toderi, (comissariat per E. Latreille), Frac Bourgogne, Dijon.

1997
- Grazia Toderi, Galleria Scognamiglio & Teano, Napoli. Catalogo.

1996
- Grazia Toderi, La Corte Arte Contemporanea (a cura di S. Risaliti), Florència.

1995
- Grazia Toderi. Evaporazione, Studio Casoli, Milà.

1994
- Grazia Toderi, Galleria Fac-Simile, Milà.

## Exposicions col·lectives
El següent llistat es correspon a l'exposició més important de cada any:
2012 
- Kaleidoscope, (comissariat per K. Lynn Johnston), C24 Gallery, Nova York.

2011 
- Prospect.2 Biennial New Orleans, (comissariat per D. Cameron), Contemporary Arts Center, Nova Orleans, Catalogo.

2010 
- Cue: Artist’s Videos, (comissariat per D. Augaitis e C. Eamon), Vancouver Art Gallery, Vancouver.

2009
- Fare Mondi / Making Worlds..., (comissariat per D.Birnbaum), 53° Esposizione Internazionale d'Arte, la Biennal de Venècia, Arsenale, Venècia. Catalogo.

2008
- Die fussballausstellung, (a cura di S. Wernsing), Künstlerhaus, Wien.

2007
- Vertigo. Il secolo di arte off-media dal Futurismo al web, (a cura di G. Celant e G. Maraniello), M.A.M.bo., Museo d'Arte Moderna di Bologna, Bolonya.

2006
- The Beautiful Game, (a cura di T. Schoonmaker, F. Sirmans), Roebling Hall, Chelsea Gallery; Roebling Hall, Brooklyn Gallery; B.A.M. Brooklyn Academy of Music, Brooklyn; B.R.I.C.’s Rotunda Gallery, Brooklyn, Habana Outpost, Brooklyn; Nova York.

2005
- Mapping Space (Selections from the Collection), (a cura di P.Boswell), Miami Art Museum, Miami.

2004
- Espace Odyssée-La quète de l'espace dans la musique depuis 1945, (a cura di B. Gallet, E. Lavigne), Cité de la Musique, París.

2003
- Himmelschwer. Transformationen der Schwerkraft, (a cura di J. Rauchenberger, A. Kölbl, E. Louis), County-Museum Joanneum, Graz; Himmel Falden, Kunsthalle Brandts Klædefabrik, Odense-Denmark. Catalogo.

2002
- Art Unlimited. Art Basel 33, Exhibition Hall 1, Messe Basel, Basel. Catalogo.

2001
- A History of Italian Art in the 20th Century, (a cura di S. Pinto), Museum of Contemporary Art, Tòquio. Catalogo.

2000
- Leaving the island, (camissariat per Y. C. Lee, R. Martinez, H. Hanru), Metropolitan Museum of Art, Pusan, Corea del Sud. Catalogo.

1999
- 48a Esposizione Internazionale d'Arte La Biennale di Venezia. DAPERTutto, (a cura di H. Szeemann), Giardini di Castello, Venècia. Catalogo.

1998
- 11th Biennale of Sidney. Every Day, (comissariat per J. Watkins), Australian Centre for Photography, Paddington - Nova Gal·les del Sud. Catalogo.

1997
- 5th International Istanbul Biennial, (comissariat per R. Martinez), Istanbul Foundation for Culture and Arts, Istanbul. Catalogo.

1996
Fuzzy Logic, (comissariat per M. Beccaria), The Institute of Contemporary Art, Boston.
1995
- Tradition & Innovation: Italian Art since 1945, (a cura di F. Bonami), National Museum of Contemporary Art, Seül. Catalogo.

1994
- Prima Linea. La nuova arte italiana, (comissariat per F. Bonami, G. Di Pietrantonio), Trevi Flash Art Museum of Contemporary Art, Trevi-Perugia. Catalogo.

1993
- XLV Esposizione Internazionale d'Arte La Biennale di Venezia. Aperto'93, (a cura di A. Bonito Oliva,

H. Kontova), Corderie dell'Arsenale, Venècia. Catalogo.